# Azevedo Lima
José Jerônimo de Azevedo Lima (Campos dos Goitacases, 30 de setembro de 1850 — Berlim, 2 de julho de 1912) foi um médico tisiologista brasileiro
Seu nome batiza o Hospital Estadual Azevedo Lima, em Niterói, referência estadual em gestante portadora do vírus da HIV.
Formou-se pela Faculdade de Medicina do Rio de Janeiro em 1875, defendendo a tese Traqueotomia; Cainca considerada farmacologia e terapeuticamente. Dirigiu Hospital dos Lázaros do Rio de Janeiro, de 1879 a 1900, introduziu em 1894 o primeiro laboratório de leprologia da América Latina. Azevedo Lima e outros médicos dedicaram-se à luta contra a tuberculose e contra a lepra no Brasil. Inaugurou o primeiro dispensário de tuberculose brasileiro. Foi intendente municipal do antigo Distrito Federal, de 1899 a 1902. Membro titular da Academia Nacional de Medicina, recebeu condecoração da Imperial Ordem da Rosa.
Pai do também médico e político brasileiro João Batista de Azevedo Lima.

## Obras
- A Lepra no Brasil,1897
- A Tuberculose no Brasil, 1908